# Профилированный лист

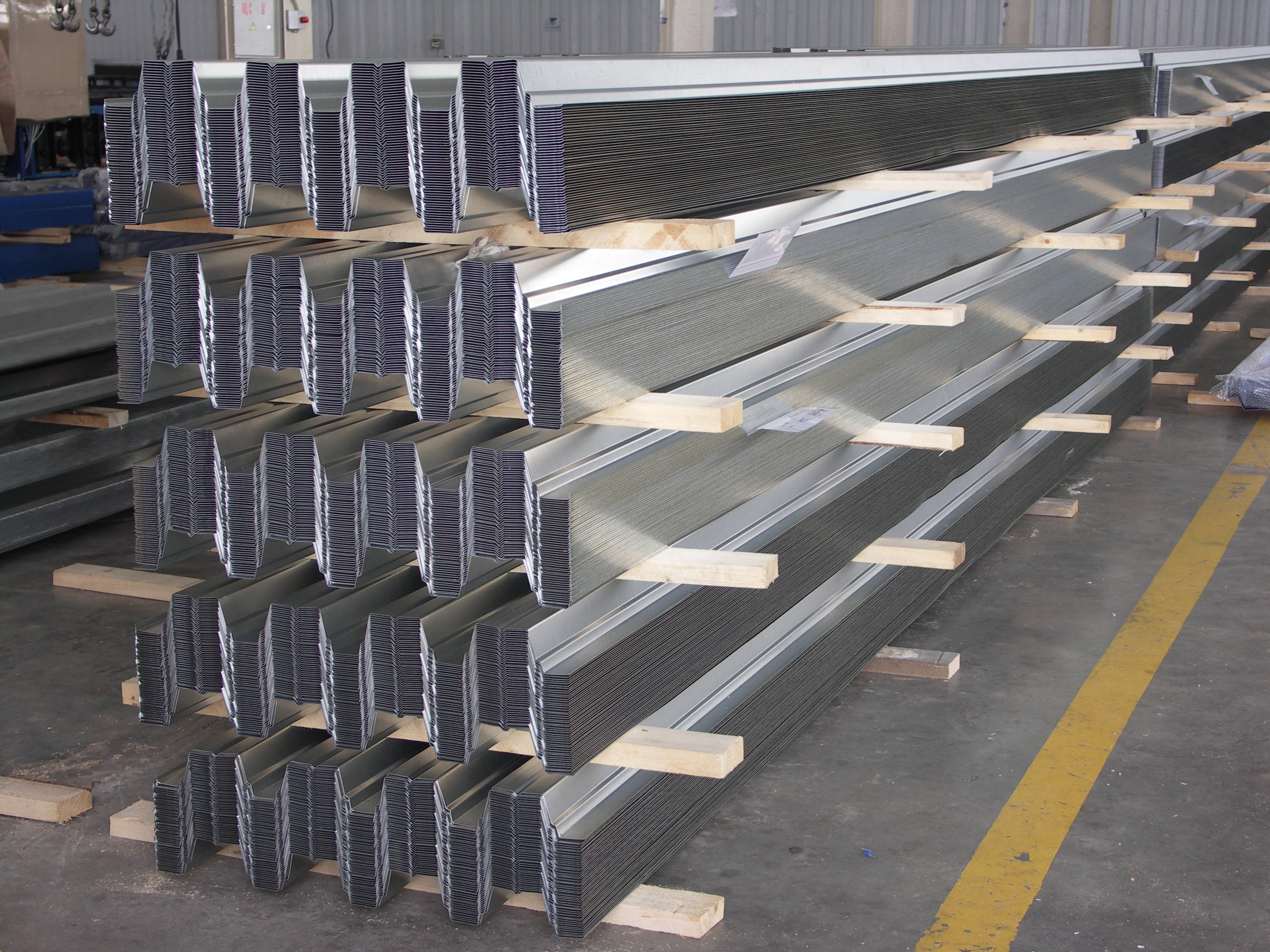
Профилированные листы без полимерного покрытия

Профилированный лист (также профлист, профнастил, гофролист) — облицовочный стеновой или кровельный строительный материал, предназначенный для применения в строительстве при возведении наружных ограждений, стен и крыш; в последнее время[уточнить] — для монолитных железобетонных перекрытий «по профнастилу». Профлист представляет собой металлический лист, изготавливаемый из листовой оцинкованной стали методом холодного проката на профилегибочных станах. При изготовлении подвергается профилированию (приданию волнообразного, трапециевидного, квадратного и др. профиля) для повышения жёсткости.

## История

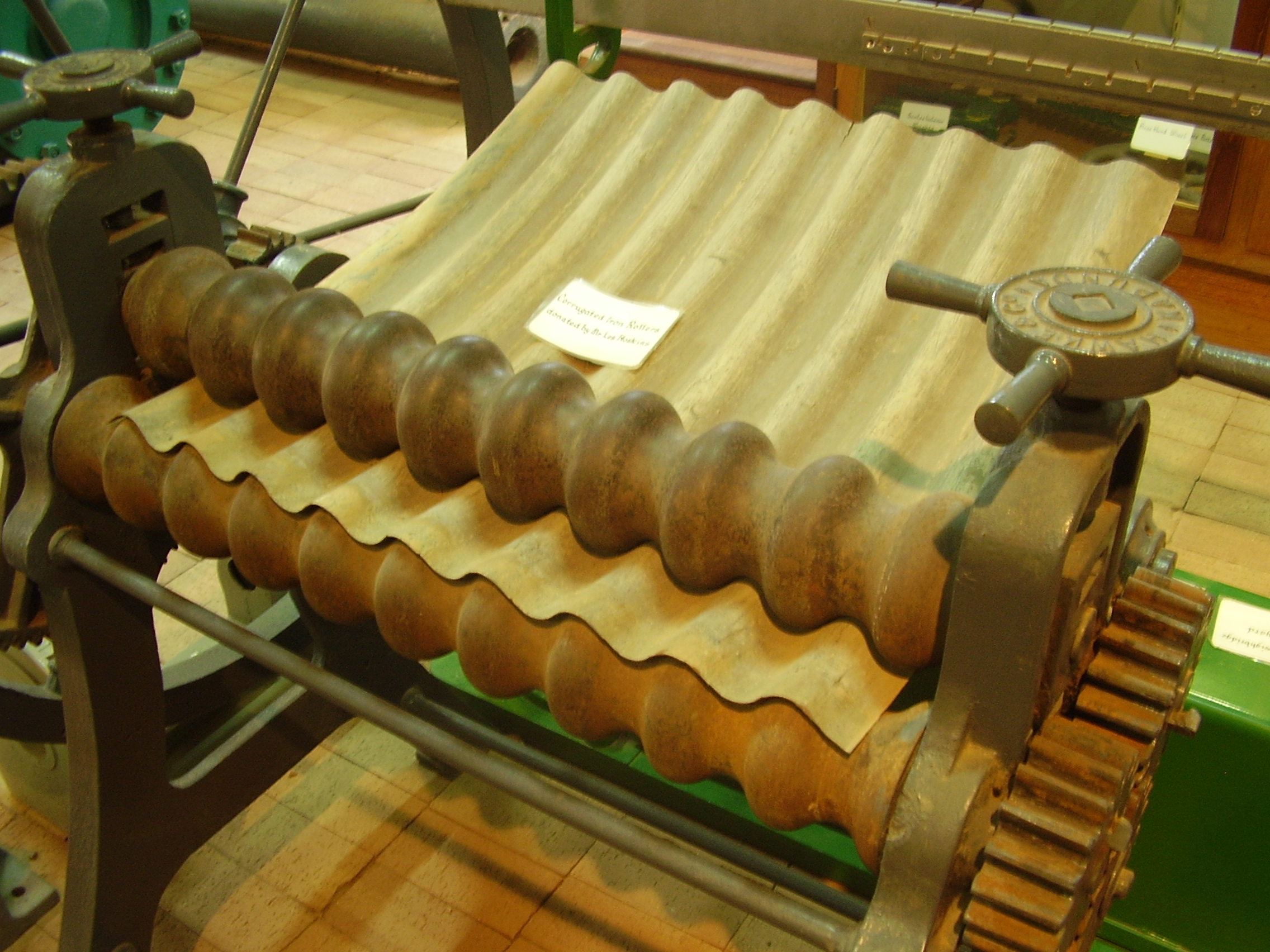
Исторический прокатный станок для придания профилированному листу арочной формы

Генри Робинсон Палмер, инженер в лондонских доках, считается изобретателем, который запатентовал гофрированные железные листы в 1829 году. После истечения срока действия патента в 1843 году профилированные стальные листы стали важным строительным материалом, используемым во всём мире. С 1850-х годов он использовался для кровли в Англии. При колонизации на западе США и с 1900 года в Австралии и Новой Зеландии гофрированное железо использовалось для быстрого строительства новых поселений.
В Бармене промышленник Карл Людвиг Везенфельд создал условия для всемирного распространения и применения гофрированного железа как в качестве строительного материала, так и в машиностроении, в 1875 году «был изготовлен настоящий несущий гофрированный лист, в котором высота волны превышает половину ширины волны».

## Область применения
Профилированный лист применяется:
1. при облицовке стен;

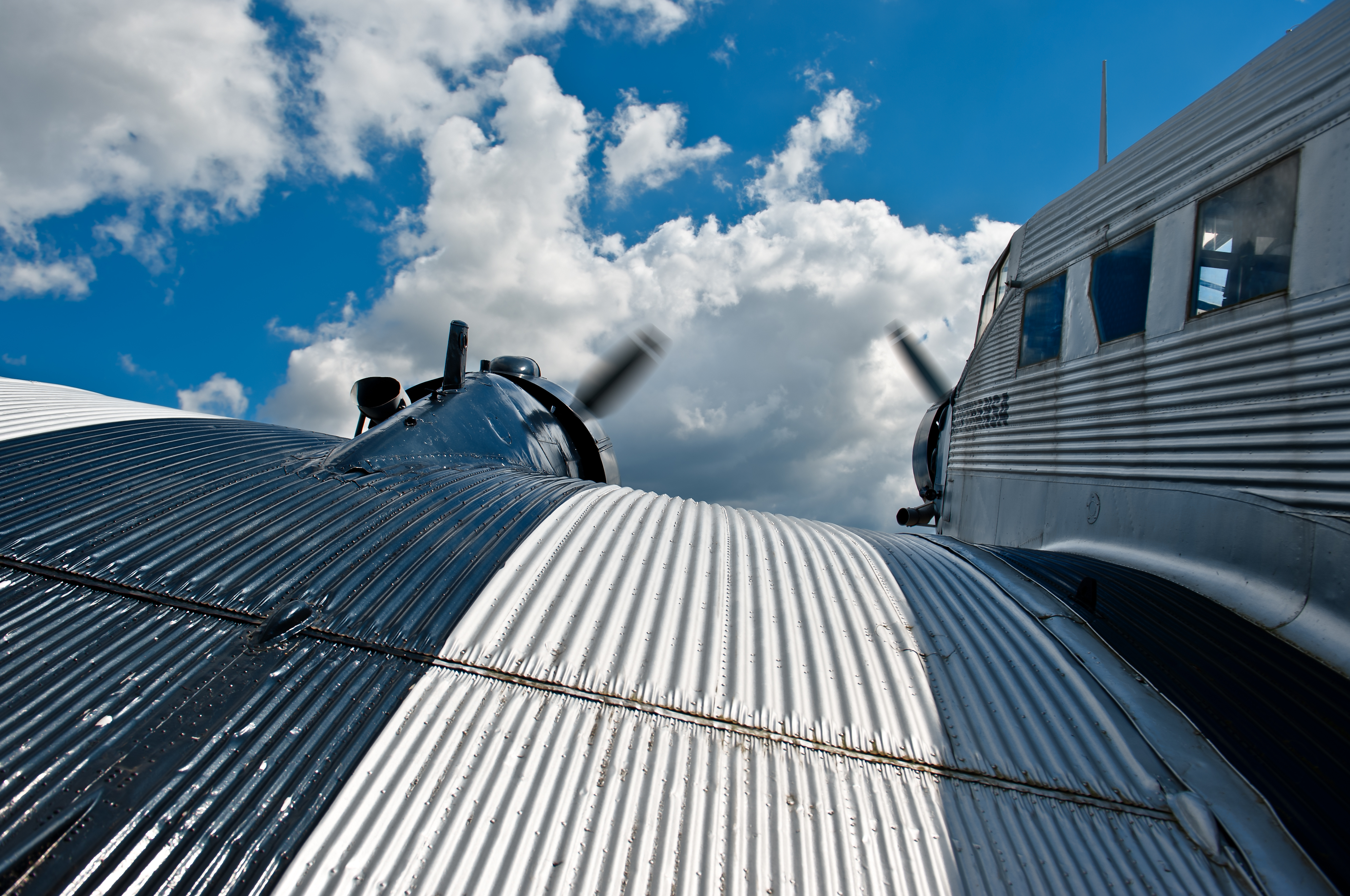
Фюзеляж и крыло самолёта Junkers Ju 52

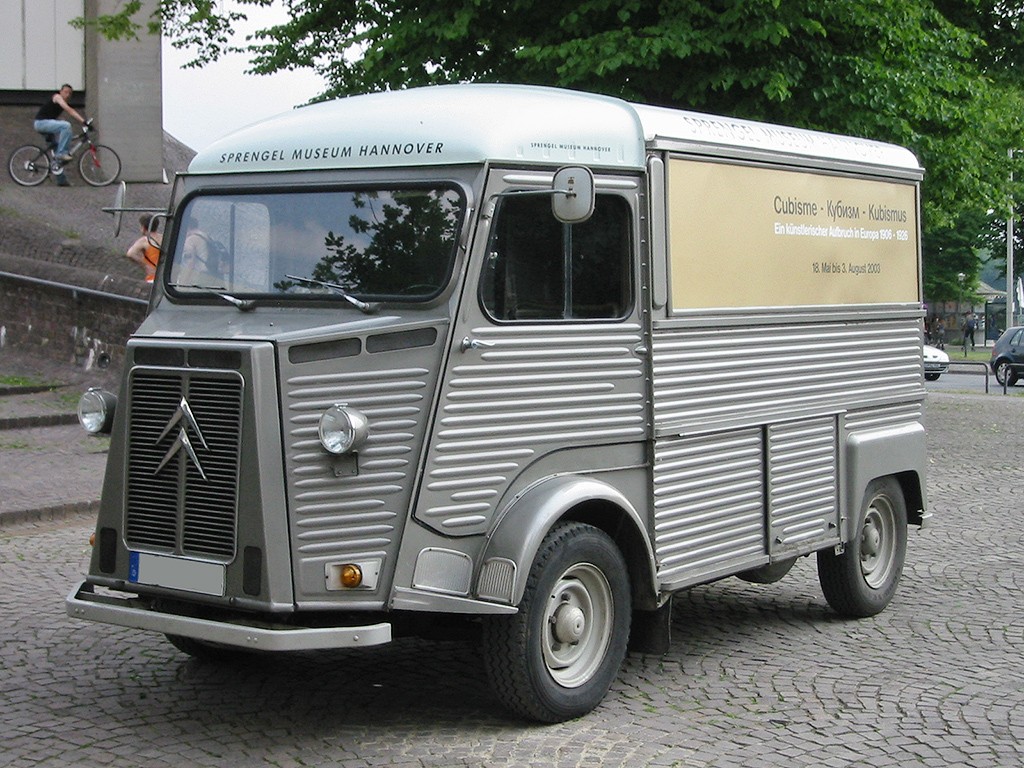
Профилированный кузов фургона Citroën Type H

2. в качестве кровельного материала при возведении производственных объектов и жилых домов;
3. в качестве ограждающих конструкций (забора);
4. в строительстве самонесущих конструкций;
5. в качестве несъёмной опалубки для устройства перекрытия.

Профнастил используется при строительстве стен и кровли цехов, складов, торговых павильонов, ангаров, коттеджей, садовых и дачных домиков. Профилированный лист для крыши и стен может применяться как для обновления покрытий старых зданий, так и для строительства новых сооружений. Стальная основа и рёбра жёсткости обеспечивают крыше, стенам и несущим перекрытиям необходимую жёсткость. Стены и кровля из профнастила не утяжеляют здания и обладают отличной герметичностью.

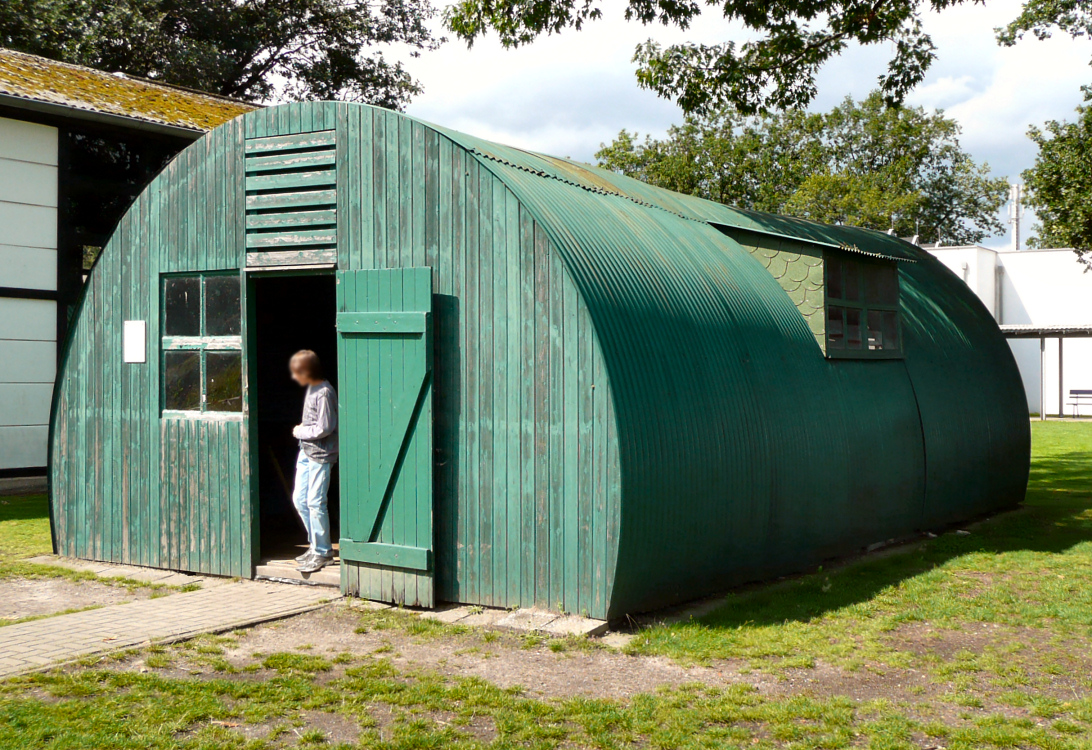
Типовой проект барака Хижина Ниссена в Немецком танковом музее

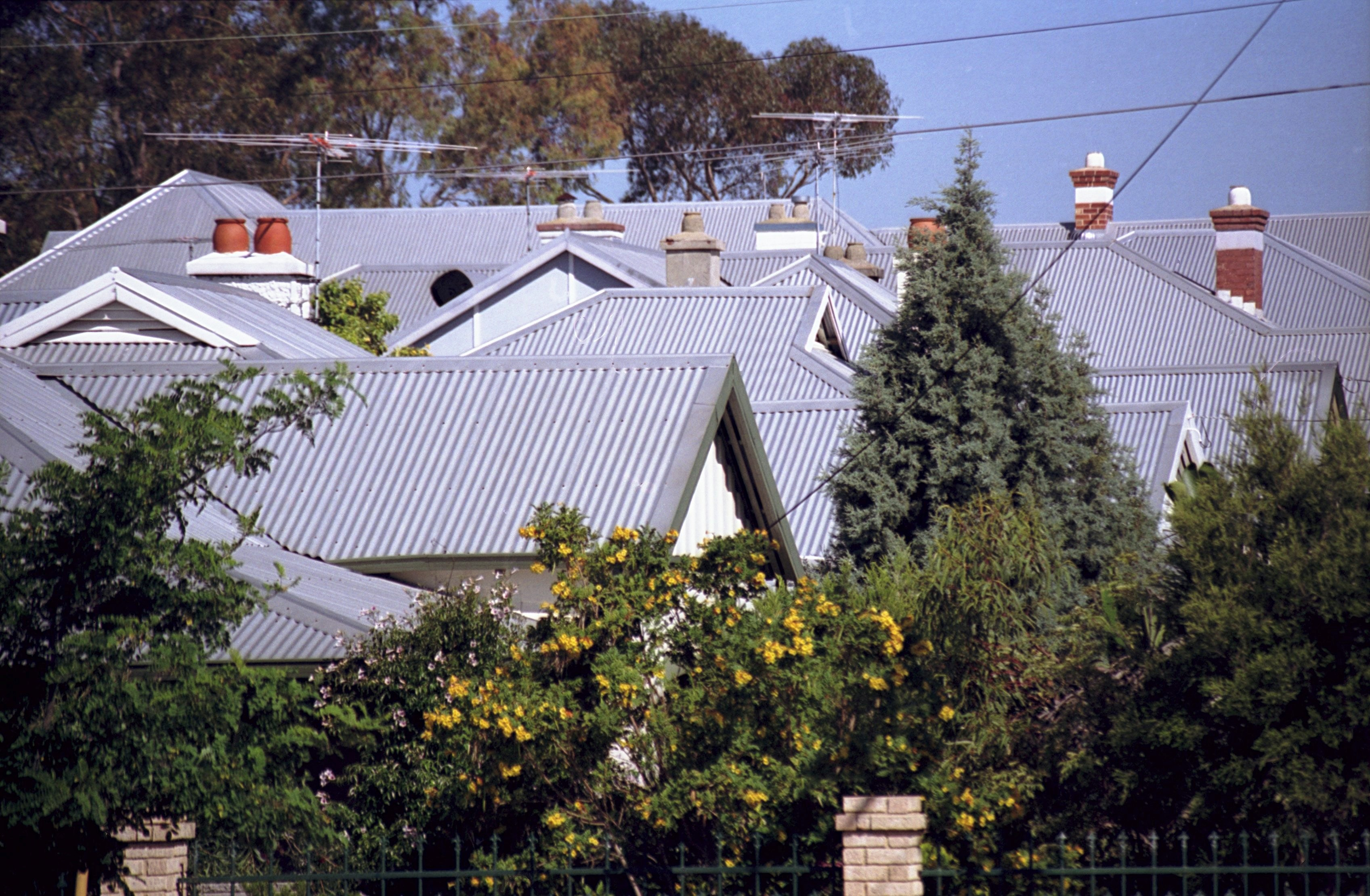
Крыши из гофрированных стальных листов

### Настил
Стальной профилированный настил представляет собой «гофрированные листовые профили, соединённые между собой по продольным краям и закреплённые на опорных конструкциях покрытия, расположенных поперёк гофров настила». В качестве опорных конструкций покрытия служат балки и прогоны.
Классификация профилей настила в зависимости от формы поперечного сечения гофра:
- волнистые профили;
- профили с трапециевидными гофрами;
- кассетные профили;
- профили для настила с фальцевым соединением.

Профили настила крепятся к стальным опорным конструкциям с использованием следующих типов соединений:
- соединения на самонарезающих винтах, установленных в предварительно просверленные отверстия меньшего диаметра, чем винт;
- соединения на самонарезающих самосверлящих винтах;
- соединения на дюбелях, установленных пристрелкой специальным пороховым пистолетом;
- соединения односторонней точечной сваркой (сварными электрозаклёпками) для крепления неокрашенных профилей.

Неразрезной настил покрытия может выполнять роль обычного покрытия, тогда профили крепятся на крайних опорах в каждой волне, а на промежуточных опорах — через волну; либо настил может выполнять роль горизонтальной диафрагмы жёсткости, заменяя собой горизонтальные связи, тогда профили крепятся в каждой волне на всех опорах.
Между собой профили настила вдоль крайних полок крепятся следующими способами:
- самонарезающими винтами, установленными в предварительно просверленных отверстиях или без них;
- вытяжными (комбинированными) заклёпками, установленными в просверленных отверстиях;
- точечной контактной сваркой при изготовлении укрупнённых карт настила из профилей без лакокрасочного покрытия.

Сварные соединения профнастила с прогонами выполняются любым из способов точечной дуговой сварки:
- под флюсом;
- в углекислом газе;
- самозащитной порошковой проволокой;
- покрытым электродом.

Проплавляемые участки поверхности и прилегающая к ним зона свариваемых листов и прогонов в радиусе 20 мм и более перед сваркой очищаются от грязи, ржавчины и смазки.
При ручной сварке профнастила покрытыми электродами выполняются следующие операции:
- установка на месте сварки устройство;
- плотно прижимается лист к прогону нажатием с помощью устройства (зазор между свариваемыми поверхностями допускается не более 0,5 мм).
- установка электрода в отверстие формирующего устройства;
- выполнение точечного соединения при сварочном токе 120—200 А в зависимости от диаметра электрода в течение 2-3 с.
- удаление устройства и перемещение его к следующему месту сварки.

Поверхности соединений по окончании сварочных работ очищаются от шлака и остатков флюса.
Способы крепления настила и профилей между собой принимаются в рабочей документации марки КМ.

## Классификация
Основной нормативный документ в странах СНГ, регламентирующий параметры профнастила, — ГОСТ 24045-2016.
Профилированные листы различаются:
- По области применения: фасадные (стеновой, для забора), кровельные, несущие;
- По форме гофры (волнообразная, трапециевидная);
- По высоте гофры от 8 до 21 мм — стеновой профлист, применяемый для отделки стен, заборов и ворот; более 44 мм — профлист, применяемый для настила кровли и там, где предполагается существенная нагрузка; более 57 мм — профнастил под несъёмную опалубку (межэтажные и монолитные перекрытия);
- По ширине профиля;
- По толщине листа (от 0,3 до 1,5 мм);
- По полной и полезной ширине листа.

Профлист различается по толщине листа, высоте «рёбер» и расстоянию между «рёбрами». Также учитывается габаритный размер и полезная площадь. Так, например, марка с-10 означает высоту ребра 10 мм.
В соответствии с Европейскими нормами допустимы к эксплуатации трапецеидальные профили:
- с закруглёнными гребнями;
- традиционная трапеция;
- с усиленным гребнем и стенкой;
- с усиленным желобком.

### Размеры профнастила
Типовые листы профнастила согласно ГОСТ 24045-2016 имеют следующие размеры:
- Н57-750-0,6: ширина 801 мм, полезная ширина: 750 мм, толщина: 0,6—0,8 мм;
- Н60-845-0,7: ширина 902 мм, полезная ширина: 848 мм, толщина: 0,7—0,9 мм;
- Н57-750-0,6: ширина 800 мм, полезная ширина: 750 мм, толщина: 0,7—0,9 мм;
- Н114-600-0,8: ширина 807 мм, полезная ширина: 750 мм, толщина: 0,8—1,0 мм.

Длина может составлять от 500 мм до 12000 мм с шагом 50 мм.

### Масса профнастила
Масса погонного метра листа для разных марок:
- Н57х750 (мм):
  - 0.6 мм — 5.6 кг, 0.7 мм — 6.5 кг, 0.8 мм — 7.4 кг;
- Н60х845 (мм):
  - 0.7 мм — 7.4 кг, 0.8 мм — 8.4 кг, 0.9 мм — 9.3 кг;
- НС35х1000 (мм):
  - 0.6 мм — 6.4 кг, 0.7 мм — 7.4 кг, 0.8 мм — 8.4 кг;
- НС44х1000 (мм):
  - 0.7 мм — 8.3 кг, 0.8 мм — 9.4 кг.

## Изготовление

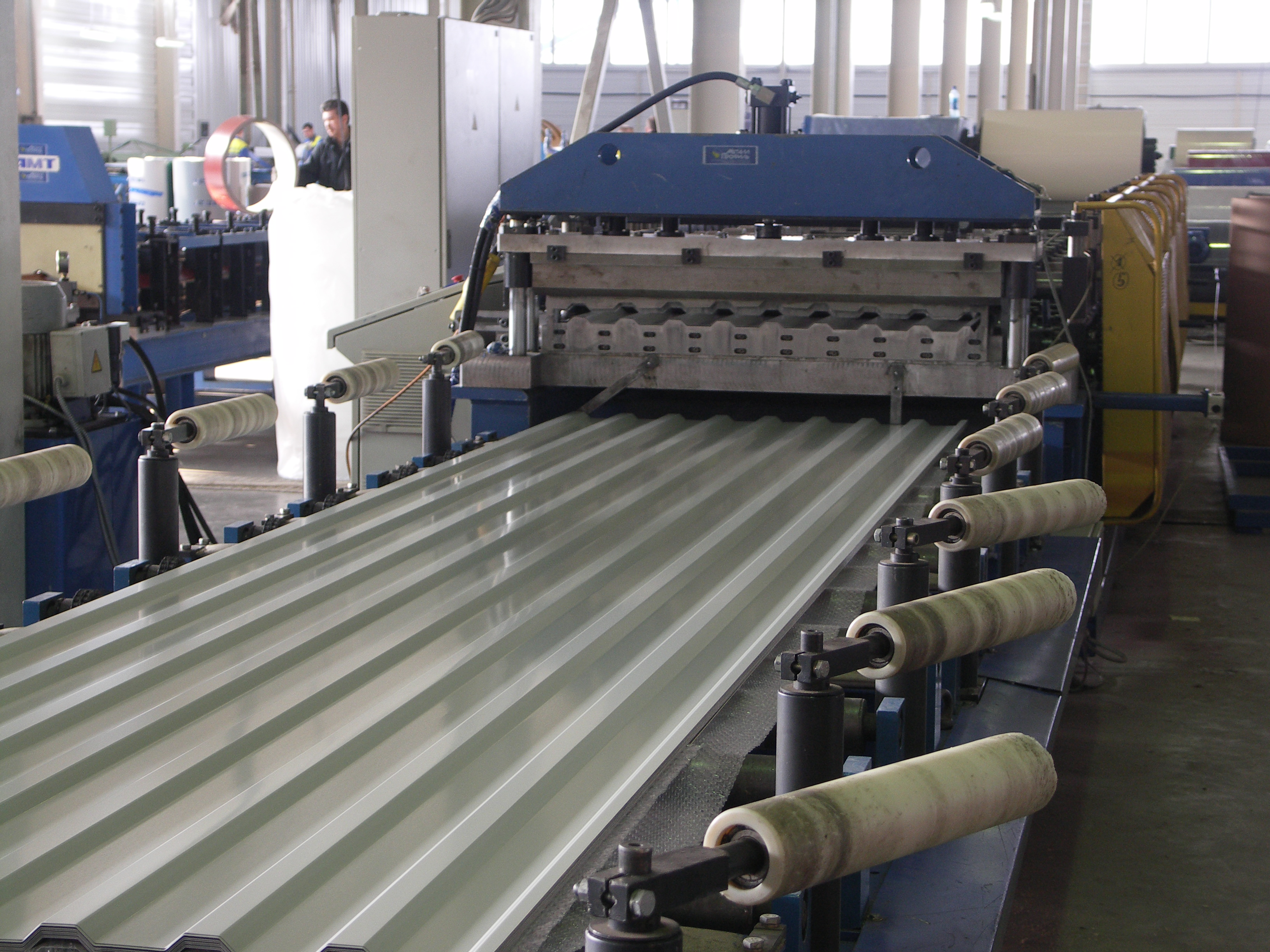
Создание стальных профилированных листов

### Маркировка
- H («несущий») — профилированные листы с данной маркировкой применяются для устройства крыш.
- C («стеновой») — профилированные листы с данной маркировкой используются для возведения ограждений, стен и перегородок.
- HC — профилированные листы с данной маркировкой применяются в качестве покрытия для кровли, и как профнастил для стен.
- ПК («профнастил кровельный») — профилированные листы с данной маркировкой применяются для устройства крыш.
- ПГ («продольно гнутый») — профилированные листы с данной маркировкой применяются для устройства арочных конструкций, арочных навесов, ангаров.

### Материалы изготовления
Профилированные листы классифицируются по исходному материалу (основе):
- стальной профилированный лист без защитного покрытия;
- профилированный лист горячеоцинкованный;
- профилированный листовой горячеоцинкованный с дополнительным защитно-декоративным покрытием;
- профилированный лист из меди, хромоникелевой стали, алюминия;
- профилированный лист специального назначения (с фактурным тиснением, перфорацией, гнутый и прочие).

Стальные профилированные листы имеют наименьшую коррозийную стойкость, поэтому мало востребованы. Наиболее дорогостоящими являются профилированные листы из алюминия, меди, хромоникелевой стали.

### Эксплуатационные свойства
Параметры, влияющие на эксплуатационные свойства профилированного листа:
- толщина металла;
- толщина цинкового слоя;
- тип используемого полимера;
- толщина слоя полимерного покрытия.

### Защита от коррозии

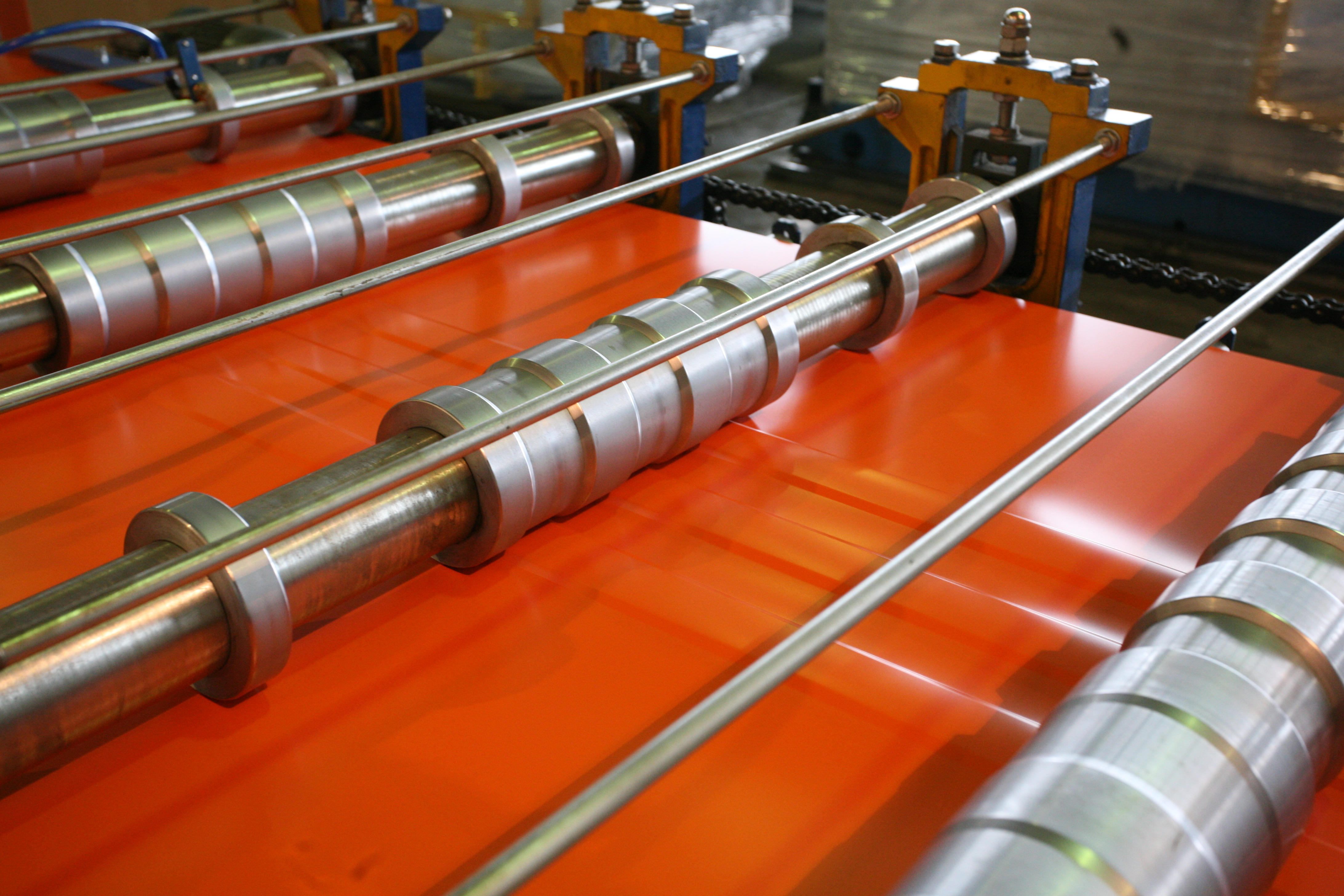
Профилирование стальных листов с полимерным покрытием методом холодной обкатки

Сварные соединения профилированного стального настила и сам настил необходимо дополнительно защищать от коррозии, которая выполняется в зависимости от степени агрессивного воздействия среды.
В неагрессивной среде для крепления неокрашенного профнастила к стальным несущим конструкциям в сооружениях используются сварные точечные соединения.
Профили настила, приваренные к стальным оцинкованным или неоцинкованным конструкциям, выполняются из оцинкованной стали толщиной 0,8—1,0 мм по ГОСТ 14918.

#### Покрытие
При производстве профилированных листов используется листовая оцинкованная сталь с нанесенным на неё защитным полимерным или лакокрасочным покрытием по таблице RAL и RR, либо без защитного покрытия. Полимерное покрытие несёт защитную функцию (предотвращает появление коррозии), эстетическую функцию (богатство цветовых решений позволяет использовать профилированные листы при строительстве различных архитектурных объектов).
Виды полимерного покрытия профилированного листа:
- акрил — акрилатное покрытие (AK);
- полиэстер — полиэфирное покрытие (PE);
- поливинилхлорид — пластизолевое покрытие (PVC);
- поливинилиденфторидные покрытие (PVDF);
- полиуретановое покрытие (PUR).

## Достоинства и недостатки профилированного листа
Профилированные листы обладают рядом преимуществ:
- Простота монтажа. Использование профилированных листов при отделке фасадов или кровли позволяет компенсировать неровности поверхности. Длина профлиста может достигать 12 метров, что упрощает монтаж крыш с длинным скатом.
- Защита от коррозии. Оцинкованная сталь с полимерным покрытием надежно защищена от химических и физических повреждений. Имеет длительный срок эксплуатации под воздействием агрессивных сред.
- Широкий спектр цветовых решений. Благодаря использованию полимерных покрытий профилированные листы могут быть изготовлены в любой цветовой гамме.
- Малый вес. При использовании кровельного профнастила можно применять стропильные балки небольшого сечения, делать менее толстыми стены. Общий вес строения, а следовательно затраты на его возведение существенно снижаются. Не нужно задействовать спецтехнику для подачи материала на кровлю.

Из недостатков выделяют:
- Эффект барабана. Очень сильное усиление звука, что вызывает дискомфорт при использовании профилированного листа в качестве кровельного покрытия. Данный недостаток устраняется при монтаже кровельного пирога, который обустраивается при помощи минеральной ваты, строительного материала, обладающего высокими звукоизоляционными свойствами.
- Потеря коррозийной стойкости при повреждении защитных слоев.

## Крепление профилей
Используют следующие крепления листовых профилей:
- в стальных профилированных настилах:
  - на опорах между собой профили крепятся к стальным прогонам самосверлящими или самонарезающими винтами (саморезами), дюбелями или сварными электрозаклёпками;
  - в пролёте между собой профили крепятся по продольным кромкам с помощью вытяжных (комбинированных) заклёпок или саморезов;
  - профили крепятся по продольным кромкам листов кровельного покрытия в двойной фальц;
- настил в картах крепится к прогонам самосверлящими или саморезами, дюбелями или сварными электрозаклёпками, заложенными в проекте.

Места крепления карты к прогонам размечаются с помощью группового шаблона. Стропы снимаются после установки не менее 30 % креплений от их общего числа в карте.
Для крепления настила к прогонам покрытия применяются самосверлящие или самонарезающие винты (саморезы) диаметром 4,8—6,3 мм из высокопрочной стали с пределом прочности на срез 320 МПа и более с цинковым покрытием толщиной 10 мкм и более для крепления к основному металлическому профилю толщиной 1,25—12,00 мм с временным сопротивлением 370 МПа и более непосредственно к опорной конструкции или через утеплитель при длине винтов до 55 мм. Для крепления настила в слабоагрессивной среде по СП 28.13330 применяются самосверлящие винты диаметром 4,8 и 5,5 мм длиной до 100 мм из коррозионностойкой стали. Саморезы диаметром 6,3 мм с цинковым покрытием используют для крепления профлистов к металлоконструкциям, в которых перед установкой винта просверливаются отверстия меньшего диаметра.
Саморезы для кровельного профнастила применяются с уплотняющими шайбами диаметром 16 мм из полимерного материала и поставляются с шайбами или без них.

### Нормативная литература
ГОСТ
- ГОСТ 24045-2016 «Профили стальные листовые гнутые с трапециевидными гофрами для строительства. Технические условия».
- ГОСТ 14918-80 Сталь тонколистовая оцинкованная с непрерывных линий. Технические условия.

Стандарт организации
- СТО 57398459-002-2011 Перекрытия железобетонные монолитные с несъемной опалубкой из профилированного листа. Общие технические требования. Проектирование и производство работ. Рязань, 2011.
- СТО 0043-2005 (02494680, 17523759) Настилы стальные профилированные для покрытий зданий и сооружений. Проектирование, изготовление, монтаж. — М.: ЗАО «ЦНИИПСК им. Мельникова» и ЗАО «Хилти Дистрибьюшн Лтд», 2005.
- СТО 0047-2005 (02494680, 17523759) Перекрытия сталежелезобетонные с монолитной плитой по стальному профилированному настилу. Расчёт и проектирование. Стандарт организации. — М., 2005.
- СТО НОСТРОЙ 2.10.89-2013 // Строительные конструкции металлические. Настилы стальные профилированные для устройства покрытий зданий и сооружений. Правила и контроль монтажа, требования к результатам работ. — М.: «БСТ»; ЗАО «ЦНИИПСК им. Мельникова», 2013. — 400 экз.

Другое
- Пособие по проектированию стальных конструкций (к СНиП II-23-81*). Раздел 25. Профилированный настил. — М., 1989.
- Рекомендации по технологии приварки втавр под флюсом стержней и оцинкованного профилированного настила к стальным конструкциям. — М. НИИЖБ, 1984.
- Рекомендации по проектированию монолитных железобетонных перекрытий со стальным профилированным настилом / НИИЖБ, ЦНИИПромзданий. — М.: Стройиздат, 1987.
- Рекомендации по проектированию монолитных железобетонных перекрытий со стальным профилированным настилом / НИИЖБ, ЦНИИПромзданий. — М., 2007., 43 с. Тираж 20 экз.
- Рекомендации по учёту жесткости диафрагм из стального профилированного настила в покрытиях одноэтажных производственных зданий при горизонтальных нагрузках, ЦНИИПСК им. Мельникова. — М., 1980.
- Рекомендации по применению стальных профилированных настилов нового сортамента в утеплённых покрытиях производственных зданий. Ответственный за выпуск Э. Л. Айрумян. ЦНИИПроектстальконструкция им. Мельникова. — М., 1985. Тираж 2000 экз., С. 32.
- Рекомендации по применению стальных профилированных настилов нового сортамента в утепленных покрытиях производственных зданий. — М.: ЦНИИПСК им. Мельникова, 1985.
- Рекомендации по точечной дуговой приварке профилированного настила к стальным элементам каркаса. — М.: ЦНИИСК им. Кучеренко, 1979.
- Рекомендации по учёту жёсткости диафрагм из стального профилированного настила в покрытиях производственных зданий при горизонтальных нагрузках. — М.: ЦНИИПСК им. Мельникова, 1980.
- Рекомендации по учёту жёсткости диафрагм из стального профилированного настила в покрытиях одноэтажных производственных зданий / ЦНИИПроектстальконструкция. М., 1980.
- Руководство по применению нагелей для крепления профилированного стального настила в покрытиях производственных зданий. — М.: ЦНИИПСК, ВНИПИПромстальконструкция, 1982.
- Сортамент холодногнутых профилей из оцинкованной стали для строительства. — М.: НАПСГП, 2002.
- Технические условия. Типовые решения. Металлические ограждающие конструкции промышленных зданий. ЦНИИПромзданий Госстроя СССР. — М.: Стройиздат, 1980. — 253 с.

### Техническая литература
- Румянцева И. А. Влияние уровня напряжений на характеристики стальных профилированных листов // Промышленное и гражданское строительство. 2007, № 5.
- Марышев А. Ю. Арочные конструкции зданий на основе профлиста // Материалы XVI межвузовской науч.-техн. конф., посвящённой 370-летию г. Красноярска. Красноярск: КрасГАСА, 1998. С. 8—9.
- Марышев А. Ю. Двухслойная арочная конструкция с поясами из профилированных листов // Материалы Региональной науч.-техн. конф. Красноярск: КрасГАСА, 1999. С. 8—10.
- Енджиевский Л. В., Марышев А. Ю. Двухпоясная арочная конструкция из профилированных листов // Современные строительные конструкции из металла и древесины. Сб. науч. трудов. Одесса: ОГАСА, 1999. С. 66—72.
- Комбинированные конструкции покрытий с элементами из профилированных листов, совмещающих ограждающих ограждающие и несущие функции. Науч.-техн. отчёт: Исп. Л. В. Енджиевский, А. Ю. Марышев и др., Красноярск: КрасГАСА, 1999, шифр 1.2.98 Ф.
- Марышев А. Ю. Двухпоясное напряжённое арочное покрытие с поясами из стальных профилированных листов: Дисс. … канд. техн. наук. Красноярск, 2001.
- Марышев А. Ю. Караченцев Е. Н., Матвеев В. Ю. Конструкция арочного типа на основе преднапряжённого профилированного листа // Проблемы архитектуры и строительства: XIX региональная науч.-техн. конф. Красноярск: КрасГАСА, 2001. С. 18-20.
- Енджиевский Л. В., Марышев А. Ю. Двухпоясное арочное покрытие с поясами из стальных профилированных листов // Достижения науки и техники — развитию сибирских регионов: Материалы Третьей Всероссийской научно-практической конференции с международным участием: В 3 ч. Ч. 3. Красноярск: ИПЦ КГТУ, 2001. С. 158—160.
- Александра Терешкова, Лев Енджиевский, Иосиф Крылов, Андрей Кретинин. Ограждающие и несущие строительные конструкции из стальных тонкостенных профилей. Монография. Красноярск. СФУ, 2010. Тираж 200 экз. Ред. И. А. Вейсиг. С. 281. Litres, 2019. ISBN 5-04-177656-3, 9785041776565.
- Шкловский Е. И. Исследование стальных профилированных настилов для испытаний промышленных зданий // Промышленное и гражданское строительство, 1968. С. 32—35.
- Шкловский Е. И. Стальной профилированный настил пролётом 6 м для покрытий промышленных зданий // Промышленное и гражданское строительство, 1971. № 9. С. 36—38.